# Александер Ґібсон
Александер «Бос» Ґібсон (1 серпня 1818 — 14 серпня 1913) — канадський промисловець з Нью-Брансвіку, Канада. Його бізнес-інтереси включали лісопильні заводи, залізниці та бавовняну фабрику . Він заснував компанію в місті Мерісвілл, Нью-Брансвік .

## Пилорами та лісозаготівлі
Александер Ґібсон пішов працювати на лісопильні заводи в Мілтауні, штат Нью-Брансвік, спочатку чорноробом, потім пиляв дошки, а пізніше став директором фабрики. Він став експертом в управлінні водяними млинами, використовуючи інноваційні багатопильні верстати, які вперше почали використовувати в цьому регіоні в 1840-х роках. У 1850-х роках разом із американським партнером Гібсон орендував лісопильний завод і права на воду на річці Лепрео в окрузі Шарлотт, Нью-Брансвік.
За перші 10 років роботи на Нешвааку Ґібсону було надано 30 000 акрів лісистої коронних земель та купив ще 93 000 акрів лісу у компанії New Brunswick and Nova Scotia Land Company ..

## Залізниці
У 1864 році уряд Нью-Брансвіка прийняв Закон про залізничні споруди, який заохочував будівництво залізниць шляхом надання компаніям субсидій у розмірі 10 000 доларів на милю. Першою залізничною компанією в районі Фредеріктона була Fredericton Railway Company, директором якої був Ґібсон. Він зареєстрував у 1866 році проєкт побудови лінії від Фредеріктона до громади Гарттс-Міллс. Коли він відкрився в листопаді 1867 року, він приєднався до західного розширення європейської та північноамериканської залізниці, яка пролягала від Мен до Сент-Джона, Нью-Брансвік:72–73.
Ґібсон був президентом Fredericton and St. Mary's Railway Bridge Company, яка була зареєстрована федеральним урядом у 1885 році для будівництва мосту через річку Сент-Джон між Фредеріктоном і Гібсоном. Фредеріктонський залізничний міст був завершений у червні 1888 року.

## Бавовняна фабрика

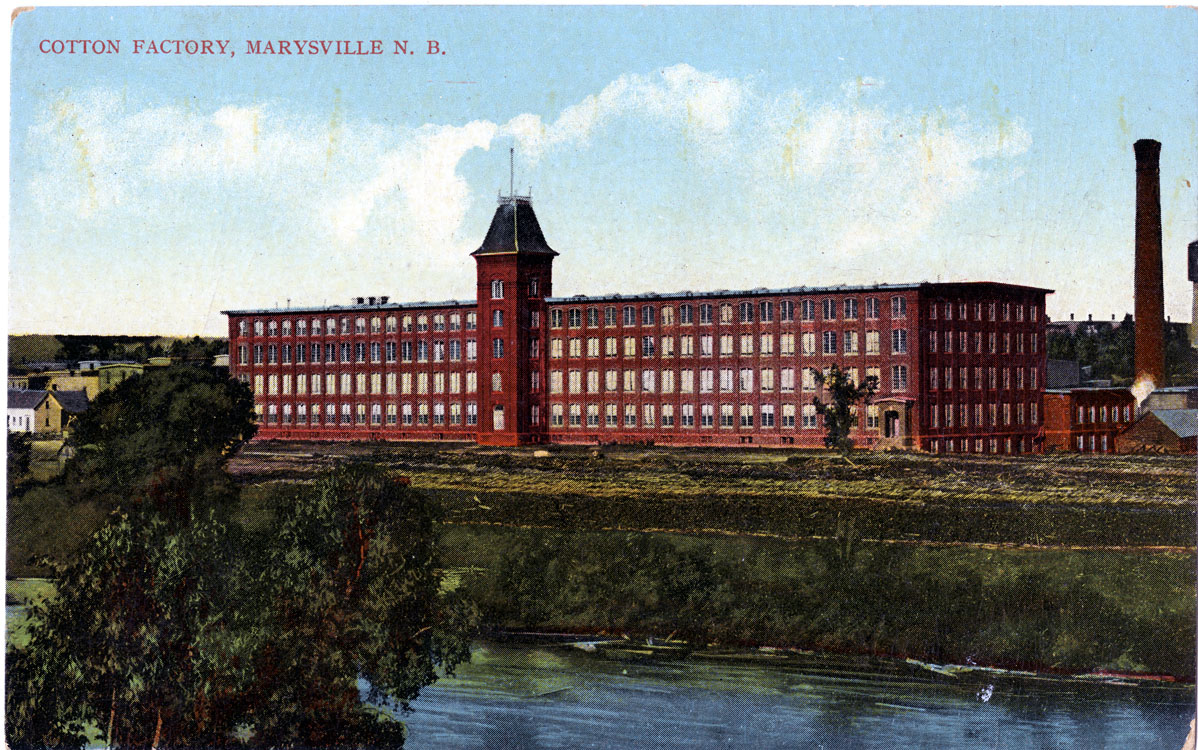
Листівка з зораженням бавовняної фабрики початку 1900-х років

У 1883 році Ґібсон розпочав нове підприємство — виробництво бавовняних тканин. Протекціоністська національна політика 1879 року сприяла будівництву бавовняних фабрик у Канаді, зокрема в атлантичних провінціях, і незабаром у Ґібсона була одна з найбільших у Канаді. Млин, спроектований компанією Lockwood, Greene &amp; Co. з Провіденсу, штат Род-Айленд, мав чотири поверхи та мав 418 футів завдовжки та 100 футів завширшки. Він мав парове тепло та спринклерну систему як протипожежний захист. Його 800 вугільних дугових електричних ліхтарів були першими в районі Фредеріктона.
Більшість будівельних матеріалів надходила з власної землі Ґібсона. Цеглу виготовляли на місці з глини, викопаної на території Ґібсона. Цегла була використана для будівництва рядів двоповерхових будинків для робітників млина, а також цегляного готелю для розміщення неодружених робітниць.

## Мерісвілл
Коли Ґібсон прибув у свою щойно придбану власність на Нешвааку в 1862 році, він виявив погані санітарні умови та ендемічний черевний тиф. Ґібсон розчистив це місце, а потім побудував нове зразкове село для розміщення робітників млина та їхніх сімей, назвавши його Мерісвіль на честь своєї дружини та старшої доньки, обох яких звали Мері..

## Пізні роки і спадщина
Невдовзі канадська бавовняно-текстильна промисловість, у тому числі й підприємство Ґібсона, зазнала труднощів. Серед них брак кваліфікованих робітників, конкуренція за сировину та залежність від імпортних технологій. Найбільш серйозним був той факт, що ринок не міг підтримувати кількість бавовняної тканини, виробленої на всіх фабриках. Ґібсон відмовився приєднатися до торгової асоціації, організованої ще в 1886 році, щоб спробувати запобігти перевиробництву, але в 1892 році він погодився продавати всю свою продукцію через Canadian Colored Cotton Mills Company Limited у Монреалі.
Александер Ґібсона залишився в пам'яті як щедрий філантроп, а також як «завзятий підприємець». У 2007 році уряд Канади визнав його особою національного історичного значення. У цитаті зазначалося, що він був «ключовою фігурою в економіці Примор'я в період трансформації та інтеграції в національну економіку» і що він «залишив важливу спадщину залізничної та промислової інфраструктури у своїй провінції». Його сімейна ділянка на меморіальному кладовищі Александра Ґібсона, 351 Канада-стріт, Фредеріктон, була оголошена історичним місцем у 2010 році.